# Modrého
Modrého je ulice v katastrálním území Vysočany a Hloubětín na Praze 9. Začíná u křižovatky ulic Ivana Hlinky (do roku 2019 Pod Spalovnou) a U Elektry a má slepé zakončení, ze severu do ní ústí ulice Hany Maškové. Má přibližný západovýchodní průběh.

## Historie a názvy
Ulice byla pojmenována v roce 2008. Nazvána je podle českého hokejového brankáře Bohumila Modrého (1916–1963), který jako člen národního týmu dvakrát získal titul mistra světa (1947, 1949) a ze Zimních olympijských her 1948 si přivezl stříbrnou medaili. V 50. letech byl v tajném, politicky vykonstruovaném soudnímu procesu s vyloučením veřejnosti obžalován a odsouzen na 15 let vězení za špionáž a velezradu (Případ Modrý). Po propuštění předčasně zemřel v roce 1963 na následky věznění ve věku 46 let.

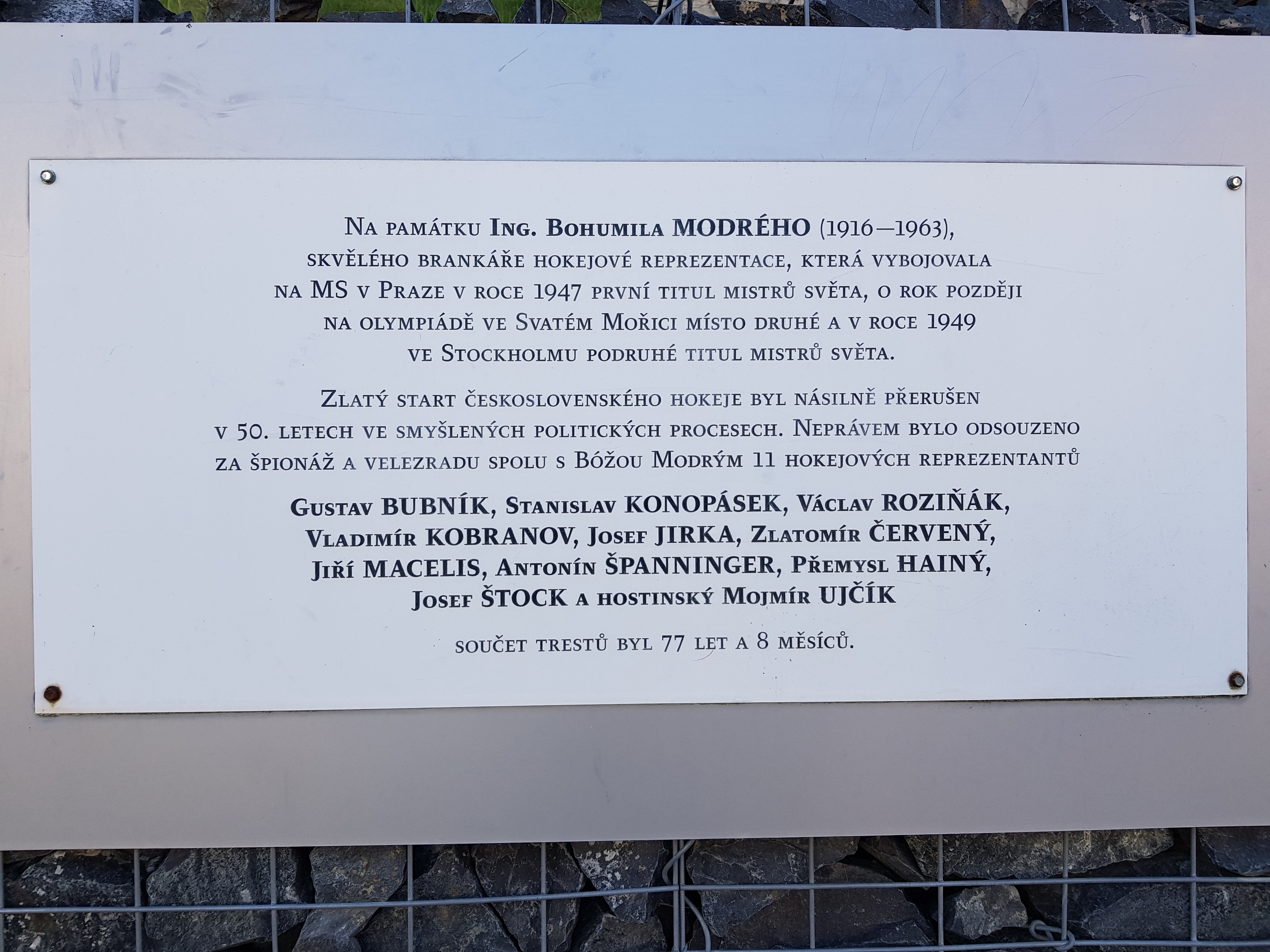
Pamětní deska

Na opěrné zdi před domem čp. 1107/5 je upevněna pamětní deska s majuskulním textem: Na památku Ing. Bohumila Modrého (1916–1963), skvělého brankáře hokejové reprezentace, která vybojovala na MS v Praze v roce 1947 první titul mistrů světa, o rok později na Olympiádě ve Svatém Mořici místo druhé a v roce 1949 ve Stockholmu podruhé titul mistrů světa. / Zlatý start československého hokeje byl násilně přerušen v 50. letech ve smyšlených politických procesech. Neprávem bylo odsouzeno za špionáž a velezradu spolu s Bóžou Modrým 11 hokejových reprezentantů / Gustav Bubník, Stanislav Konopásek, Václav Roziňák, Vladimír Kobranov, Josef Jirka, Zlatomír Červený, Jiří Macelis, Antonín Španninger, Přemysl Hainý, Josef Štock a hostinský Mojmír Ujčík / Součet trestů byl 77 let a 8 měsíců.

## Zástavba
Po severní straně ulice je v západním úseku zahrádkářská kolonie, ve východním úseku jsou čtyři pětipodlažní obytné domy s balkony, lodžiemi nebo terasami developerského projektu Zahrady nad Rokytkou I, který byl dokončen v létě 2008. Před domy jsou podélná parkovací stání. Na jižní straně je svah, ve kterém jsou vjezdy do garáží a vchody do obytných domů developerského projektu Zahrady nad Rokytkou II, který byl dokončen v letech 2015 (domy s označením 6 a 7 na východní straně) a 2016. Autorem projektu této etapy je pražský atelier Loxia. V sedmi šestipodlažních domech je 282 bytů s balkony, předzahrádkami a prostornými terasami. Byty mají dispozici od 1+kk až 4+kk. Ulice je lemována stromy, chodník je ze zámkové dlažby. Na východním konci ulice je parková úprava. Podél jižní strany ulice nad svahem vede stezka pro cyklisty A26.